# Kępno, Hạt Stargard
Kępno [ˈkɛmpnɔ] (tiếng Đức: Kempendorf) là một ngôi làng thuộc khu hành chính của Gmina Dobrzany, thuộc hạt Stargard, West Pomeranian Voivodeship, ở phía tây bắc Ba Lan.
Nó nằm khoảng 5 kilômét (3 mi) phía tây bắc Dobrzany, 23 km (14 mi) về phía đông của Stargard và 53 km (33 mi) về phía đông của thủ đô khu vực Szczecin.